# 陳維藩 (正德進士)
陳維藩（1484年—？年），字价夫，山西平阳府吉州人，明朝政治人物。

## 生平
治《詩經》，由國子生中式辛酉科（1501年）山西鄉試第五十一名舉人，年二十五歲中式正德三年（1508年）戊辰科會試第一百七十五名，第二甲第九十四名進士。弱冠登第，授刑部主事，晋户部郎中，督粮蓟镇。时武宗东巡，陈维藩得罪当权的钱宁，正德十四年夏四月以陈维藩督粮蓟州时，私以官银二百两馈赠都督神周，被神周告发，钱宁遂将他逮入锦衣卫诏狱治罪，被降职四级，谪为贵州婺川知县。

## 著作
有《水南集》行于世。

## 家族
曾祖陈礼。祖陈荣。父陳廷顯，州同知。母张氏。具庆下，行五，兄瑾、瓉、进、達、弟维垣。